# ブレティニー条約

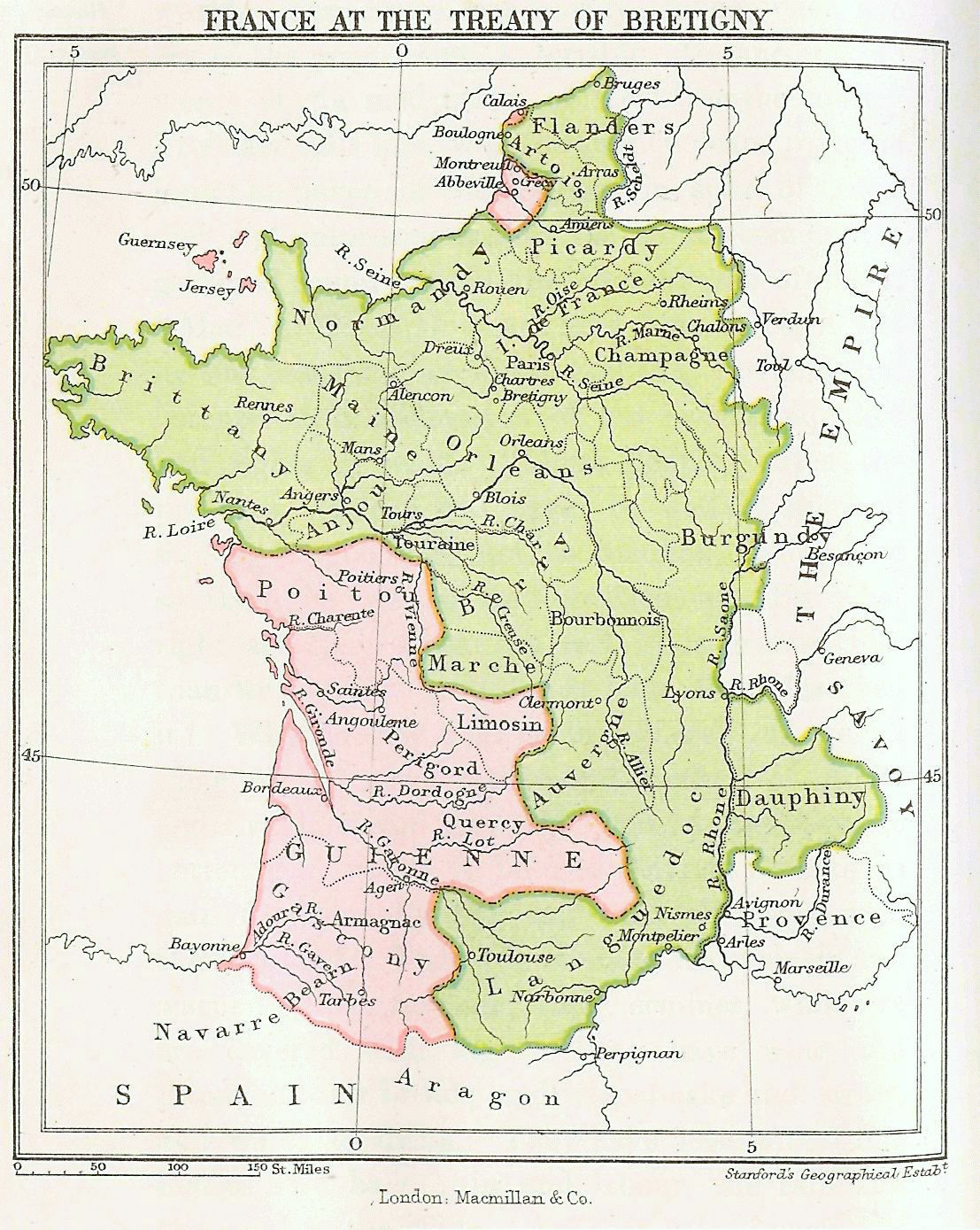
ブレティニー条約締結後のフランス。緑はフランス領でピンクはイングランド領。

ブレティニー条約（ブレティニーじょうやく、フランス語: Traité de Brétigny、英語: Treaty of Brétigny）は、1360年5月8日に起草され、同年10月24日に批准された、イングランド王エドワード3世とフランス王ジャン2世の間の条約。条約は結果的には百年戦争の第一段階を終わらせ、ヨーロッパ大陸におけるイングランドの勢力が最大になった瞬間となった。
条約はシャルトル近くのブレティニーで締結され、1360年10月24日にカレー条約（カレーじょうやく、フランス語: Traité de Calais、英語: Treaty of Calais）として批准された。

## 背景
条約はジャン2世が1356年9月19日のポワティエの戦いで捕虜にされた4年後に締結された。その後、パリでおきたエティエンヌ・マルセルとドーファン（後のフランス王シャルル5世）の間の争い、およびジャックリーの乱の勃発により、フランスの交渉における立場がさらに弱いものとなった。
イングランドも前年のロンドン条約で主張した領土をできるだけ手放さなくて済むよう、強硬な主張で通したため交渉は困難を極め、4月の初めに開始した交渉は1か月以上続いた。

## 内容

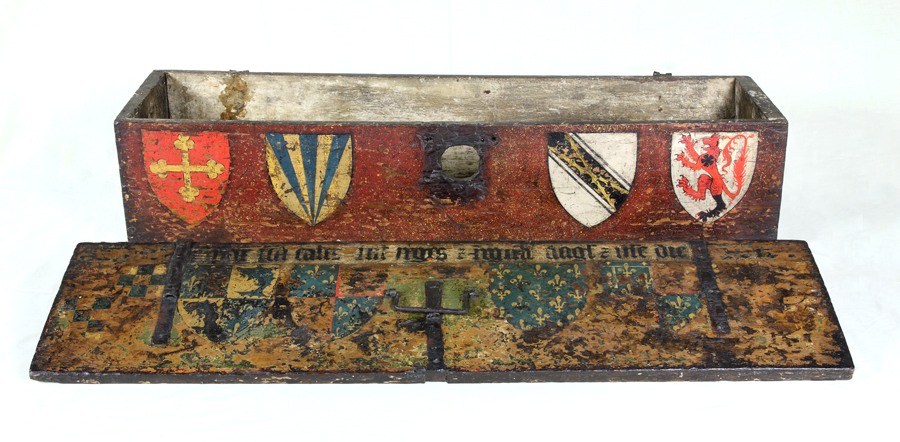
カレー条約の箱

条約により、エドワード3世はギュイエンヌ、ガスコーニュ、ポワトゥー、サントンジュ、オーニス、アジュネ、ペリゴール、リムーザン、ケルシー、ビゴール、ガウレ伯領、アングーモワ、ルエルグ、モントルイユ＝シュル＝メール、ポンティユー、カレー、サンガット、ハム、ギネ伯領を獲得した。さらにエドワード3世はこれらの土地の所有者として自由に行動することができ、フランス王に臣下の礼を取る必要がない。またイングランド王の有する島嶼においてフランス王の宗主権から脱した。アキテーヌ公の称号は破棄され、代わりにアキテーヌ卿の称号を使用した。
一方、エドワード3世はトゥーレーヌ公領、アンジュー伯領、メーヌを放棄、ブルターニュとフランドルへの宗主権も放棄した。またフランス王位への請求を取り下げた。ブレティニー条約の条項は封建制における義務をできるだけ取り除くことで紛争の芽を摘み、またイングランド側の目的としてはアキテーヌを拡大する形で領地を集中しようとする狙いもある。イングランドはまたオルダニーに対しクタンス司教の権利を返還した。この権利はヘンリー3世時代の1228年に取り上げられたものだった。
ジャン2世の身代金は3百万エキュに設定され、そのうち1百万を支払うとジャン2世が釈放されるも決められた。これによりフランス・フランの金貨がはじめて作られた（リーヴル・トゥルヌワ1枚、ソリドゥス金貨20枚に等しい）。身代金の支払いの保証として、ジャン2世の息子のルイ1世・ダンジューとベリー公ジャン1世、弟のオルレアン公フィリップ、ドーファンの義兄ブルボン公ルイ2世の4人の王族公爵をはじめとした貴族およびフランス北部の戦争で重要な役割を果たす領主や戦士らイングランド側が要求した40人、更に身代金の資金源として市民40人（パリから4人、その他主要18都市から2人ずつ）が人質として集められた。条約は1360年10月24日にカレーで批准され、エドワード3世と息子のエドワード黒太子、ジャン2世とドーファンのシャルルがそれぞれ条約の履行を誓った。同時に条約の条項それぞれにつけられた条件、および条約が破られた場合には領土の割譲も無効になることが確認された。その後、エドワード3世はイングランドへと戻った。

## 人質の脱走
人質がイングランドにいる間、ジャン2世はフランスに戻って身代金を集めようとした。しかし、1362年にジャン2世の息子ルイ1世・ダンジューが虜囚地のイングランド領カレーから脱走してしまった。代わりの人質が逃げてしまったことにジャン2世は義務を感じ、イングランドにわたった。彼は捕虜のまま1364年に死去し、ドーファンのシャルルがシャルル5世としてフランス王に即位した。1369年、シャルル5世はエドワード3世がブレティニー条約を破ったとしてイングランドに再び宣戦布告した。
1377年にエドワード3世が死去するまでに、イングランド軍はフランス南西部のボルドー近くにまで押し込まれた。

## その後
条約は紛争に終止符を打つことができず、百年戦争における9年間の休戦のみが成果となった。その後、フランス軍はイングランドとナバラ王国との戦い（例えば1364年5月16日のコシュレルの戦いにおけるベルトラン・デュ・ゲクランの勝利）、そしてブルターニュ公国における戦いに巻き込まれた。